# جيف بيرس
جيف بيرس (بالإنجليزية: Jeff Pierce)‏ مواليد 28 أغسطس 1958، هو دراج أمريكي سابق في صنف سباق الدراجات على الطريق.

## سجل النتائج

### سباقات أو مراحل فاز بها
- طواف فرنسا

## وصلات خارجية
- الموقع الرسمي

## روابط خارجية
- جيف بيرس على موقع أرشيف الدراجات (الإنجليزية)
- جيف بيرس على موقع إحصائيات الدراجات الإحترافية (الإنجليزية)
- جيف بيرس على موقع CycleBase (الإنجليزية)